# 昆栏树科
昆栏树科有2属2种，包含昆栏树属以及水青树属，这两种树的木质部都仅具有管胞，和其他被子植物不同，染色体基数和木兰科一样但雄蕊已经从螺旋排列过渡到成轮排列，比木兰目有所进化。昆栏树科原生于台湾、日本、朝鲜半岛、中国西南部及喜马拉雅地区。
克朗奎斯特分类法将本科与水青树科列入昆栏树目，2003年的APG II 分类法认为这两科也可以合并也可以分立，但不属于任何一目，是真双子叶植物分支下独立的科。2009年的APG III 分类法起将水青树科并入本科，于是本科成为昆栏树目下唯一科。